# Jegor Silin
Jegor Viktorovitj Silin (russisk: Егор Викторович Силин; født 25. juni 1988) er en russisk tidligere landevejscykelrytter.
Jegor Silin vandt i 2005 en etape i juniorløbet Giro di Basilicata. I sæsonen 2006 blev han nummer to i Trofeo Città di Ivrea. Under Trofeo Karlsberg opnåede han en fjerdeplads samlet og i Giro di Basilicata blev han nummer to samlet. I 2007 blev Silin nummer to i det italienske endagsløb Gara Ciclistica Milionaria og i 2008 vandt han Gran Premio Città di Felino. I 2009 blev Silin nummer 3 både i det russiske mesterskab og i U23-landevejsløbet under VM. Han blev i 2010 en del af det russiske hold Team Katusha.

## Meritter
2008
- Gran Premio Città di Felino

2009
- Coppa della Pace
- 7. etape i Baby Giro
- 3. etape i Giro della Valle d'Aosta
- 2. plads i Gran Premio Capodarco
- 2. plads i Giro della Valle d'Aosta
- 3. plads i Trofeo Alcide Degasperi
- 3. plads i det russiske nationale mesterskab
- 3. plads i U23-landevejsløbet under VM